# Франшвиль (Кот-д’Ор)
Франшви́ль (фр. Francheville) — коммуна во Франции, находится в регионе Бургундия. Департамент коммуны — Кот-д’Ор. Входит в состав кантона Сен-Сен-л’Аббеи. Округ коммуны — Дижон.
Код INSEE коммуны — 21284.

## Население
Население коммуны на 2010 год составляло 245 человек.
| 1962 | 1968 | 1975 | 1982 | 1990 | 1999 | 2010 |
| ---- | ---- | ---- | ---- | ---- | ---- | ---- |
| 165  | 132  | 138  | 142  | 205  | 199  | 245  |

## Экономика
В 2010 году среди 151 человека трудоспособного возраста (15—64 лет) 133 были экономически активными, 18 — неактивными (показатель активности — 88,1 %, в 1999 году было 67,7 %). Из 133 активных жителей работали 126 человек (66 мужчин и 60 женщин), безработных было 7 (3 мужчин и 4 женщины). Среди 18 неактивных 9 человек были учениками или студентами, 5 — пенсионерами, 4 были неактивными по другим причинам.